# Seznam panovnic
Toto je seznam panovnic (tj. kněžen, královen, císařoven ad.), které v historii usedly na panovnický stolec. Seznam je řazen chronologicky a jsou v něm uvedeny pouze hodnověrně potvrzené monarchie a panující královny.

## Seznam královen
V závorkách jsou uvedeny roky panování.
- Sebeknofru, egyptská královna, 12. dynastie
- Hatšepsut, egyptská královna, 18. dynastie (1479 př. n. l. / 1473 př. n. l. – 1458 př. n. l. / 1457 př. n. l.)
- Tausret, egyptská královna, 19. dynastie
- Císařovna Lü, císařovna vdova říše Chan (195 – 180 př. n. l.)
- Kleopatra, egyptská spolukrálovna (51 př. n. l. – 30 př. n. l.)
- Boudicca, královna Icenů (59 nebo 60–61)
- Wu Ce-tchien, císařovna Číny (690–705)
- sv. Irena, byzantská císařovna (797–802)
- sv. Olga Kyjevská, kyjevská kněžna (945–962)
- Toda, královna Deia a Lizarrary (asi 958)[1]
- Andregoto Galíndez, lumbierská královna (asi 971)
- Zoe, byzantská spolucísařovna (1042–1050)
- Theodora III., byzantská císařovna (1055–1056)
- Uracca Kastilská, kastilská královna (1109–1126)
- Petronila Aragonská, aragonská královna (1136–1164)
- Urraca Asturčanka, královna Artajonského království (1144–1153)
- Sibyla Jeruzalémská, jeruzalémská královna (1186–1190)
- Isabela I. Jeruzalémská, jeruzalémská královna (1192–1205)
- Marie z Montferratu, jeruzalémská královna (1205–1212)
- Isabela II. Jeruzalémská, jeruzalémská královna (1212–1228)
- Razia ad-Dín, vládla v Dílliském sultanátu jako sultán (1236–1240).
- Jana I. Navarrská, navarrská královna (1274–1305)
- Šagrat Al Durr, vládla v Egyptském sultanátu jako sultán (1250)
- Johana II. Navarrská, navarrská královna (1328–1349)
- Johana I. Neapolská, neapolská královna (1343–1382)
- Markéta I. Dánská, dánská královna (1375–1412) a norská královna (1388–1412)
- Marie Uherská, uherská královna (1382–1392)
- Hedvika Polská, polská královna (1384–1399)
- Eliška Zhořelecká, lucemburská vévodkyně (1411–1443)
- Johana II. Neapolská, neapolská královna (1414–1435)
- Blanka I. Navarrská, navarrská královna (1425–1441)
- Eleonora Navarrská, navarrská královna (1464–1479)
- Isabela Kastilská, kastilská královna (1474–1504) a aragonská spolukrálovna (1479–1504)
- Marie Burgundská, burgundská vévodkyně (1477–1482)
- Kateřina Navarrská, navarrská královna (1483–1517)
- Jana I. Kastilská, kastilská spolukrálovna (1504–1506)
- Marie Stuartovna, skotská královna (1542–1567)
- Marie I. Tudorovna, anglická, irská a španělská a sicilsko-neapolská královna (1553–1558)
- Jana III. Navarrská, navarrská královna (1555–1572)
- Alžběta I. Anglická, anglická a irská královna (1558–1603)
- Kristýna I. Švédská, švédská královna (1632–1654)
- Marie II. Stuartovna, anglická spolukrálovna (1689–1694)
- Anna Stuartovna, anglická královna (1702–1714)
- Ulrika Eleonora, švédská královna (1719–1720)
- Kateřina I., ruská carevna (1725–1727)
- Marie Terezie, královna uherská a česká a arcivévodkyně rakouská (1740–1780)
- Alžběta I., ruská carevna (1741–1762)
- Kateřina II., ruská carevna (1762–1796)
- Marie I. Portugalská, portugalská královna (1777–1816)
- Isabela II., španělská královna (1833–1868)
- Marie II. Portugalská, portugalská královna (1834–1853)
- Viktorie, britská královna (1837–1901) a indická císařovna (1876–1901)
- Vilemína, nizozemská královna (1890–1948)
- Liliuokalani, havajská královna (1891–1895)
- Marie-Adéla, lucemburská velkovévodkyně (1912–1919)
- Charlotta, lucemburská velkovévodkyně (1919–1964)
- Juliana, nizozemská královna (1948–1980)
- Alžběta II., britská královna (1952–2022)
- Markéta II., dánská královna (1972–2024)
- Beatrix, nizozemská královna (1980–2013)